# جون هولاند (منافس ألعاب قوى)
جون هولاند (بالإنجليزية: John Holland) هو منافس ألعاب قوى نيوزيلندي، ولد في 20 ديسمبر 1926 في أوكلاند في نيوزيلندا، وتوفي في 9 يونيو 1990 بسبب سرطان.

## وصلات خارجية
- جون هولاند على موقع اللجنة الأولمبية الدولية (الإنجليزية)
- جون هولاند على موقع أوليمبيديا (الإنجليزية)
- جون هولاند على موقع اللجنة الأولمبية النيوزيلندية (الإنجليزية)
- جون هولاند على موقع اتحاد ألعاب الكومنولث (مؤرشف) (الإنجليزية)